# Радко Бобеков
Радко Бобеков е български шахматист и треньор по шахмат.
Той е юрист по образование, завършва Софийския университет в София.
Най-доброто му класиране на първенството по шахмат на България по шахмат е през 1952 г., когато разделя 3 – 4 място. Участва на шахматната олимпиада в Амстердам, където изиграва 11 партии (5 победи, 1 равенство и 5 загуби).
Като студент е капитан на българския отбор на световното студентско първенство през 1956 г. в Упсала, където българските шахматисти заемат престижното четвърто място. По-големите му успехи на студентски първенства са като треньор. Под негово ръководство българският отбор „Академик“ в състав Никола Пъдевски, Георги Трингов, Любен Попов, Илия Димитров и Николай Радев става световен студентски първенец в Будапеща през 1959, а през 1958 г. печели второ място в Златни пясъци.
Тази информация е въз основа на цитираната библиография (1961 г.) и не отбелязва успехите му по-късно. (бел. на ред.)
Почива от инсулт в София на 65-годишна възраст.

## Участия на шахматни олимпиади
| Година | Организатор | Отбор    | Класиране (отборно) | Дъска         |
| 1954   | Амстердам   | България | 10                  | Втора резерва |

## Участия на световни студентски първенства
| Година | Организатор | Отбор    | Класиране (отборно) | Дъска         |
| 1956   | Упсала      | България | 4                   | Втора резерва |